# Bláhova Lhota
Bláhova Lhota (německy Blah Lhota) je malá vesnice, část městyse Vysoký Chlumec v okrese Příbram ve Středočeském kraji. Nachází se asi 3,5 kilometru západně od Vysokého Chlumce. Bláhova Lhota leží v katastrálním území Pořešice o výměře 7,75 km².

## Historie
První písemná zmínka o vesnici pochází z roku 1365. Ves se původně jmenovala pouze Lhota, své pozdější jméno získala pravděpodobně v 16. století po zdejším hospodáři Bláhovi.

## Obyvatelstvo
| Rok            | 1869 | 1880 | 1890 | 1900 | 1910 | 1921 | 1930 | 1950 | 1961 | 1970 | 1980 | 1991 | 2001 | 2011 | 2021 |
| -------------- | ---- | ---- | ---- | ---- | ---- | ---- | ---- | ---- | ---- | ---- | ---- | ---- | ---- | ---- | ---- |
| Počet obyvatel | 92   | 93   | 86   | 80   | 78   | 70   | 68   | 44   | 36   | 33   | 30   | 13   | 16   | 18   | 20   |
| Počet domů     | 13   | 13   | 13   | 13   | 13   | 13   | 13   | 13   | 13   | 9    | 8    | 9    | 13   | 15   | 17   |

## Obecní správa
Při sčítání lidu v letech 1850–1899 Bláhova Lhota byla osadou obce Počepice v okrese Sedlčany. V letech 1900–1976 byla osadou obce Pořešice, se kterým patřila nejprve do okresu Sedlčany, ale od roku 1960 v okrese Příbram. Od 1. dubna 1976 je částí městyse Vysoký Chlumec v okrese Příbram.

## Pamětihodnosti
- Vodní mlýn z roku 1507 – kulturní a technická památka. Mlýn, nazývaný podle někdejšího majitele "U Křížků" nebo "Křížkův mlýn", tvoří zachovalý komplex roubených budov[4][8]
- Kamenná zvonička s křížem na návsi

## Galerie

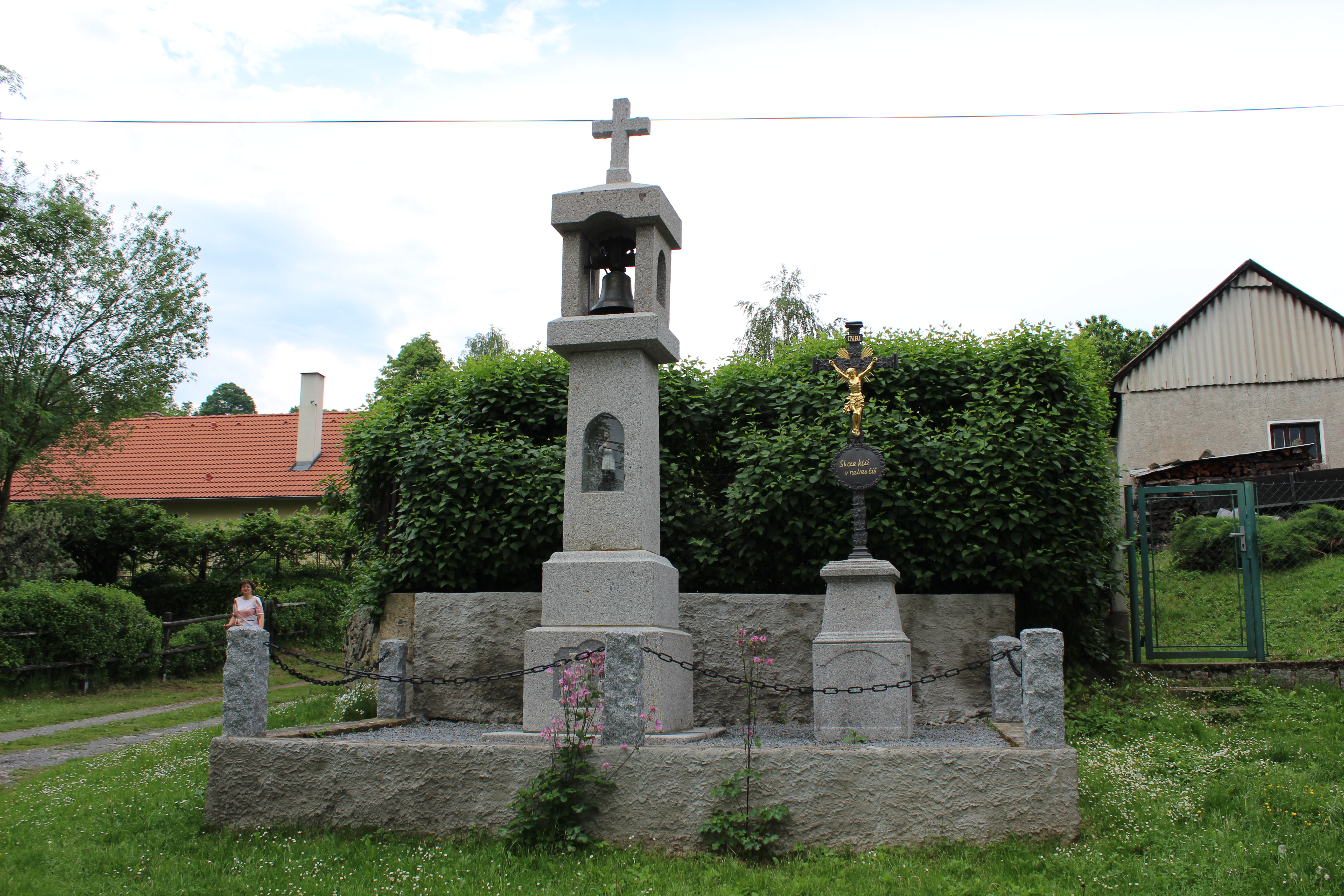
Zvonička s křížem
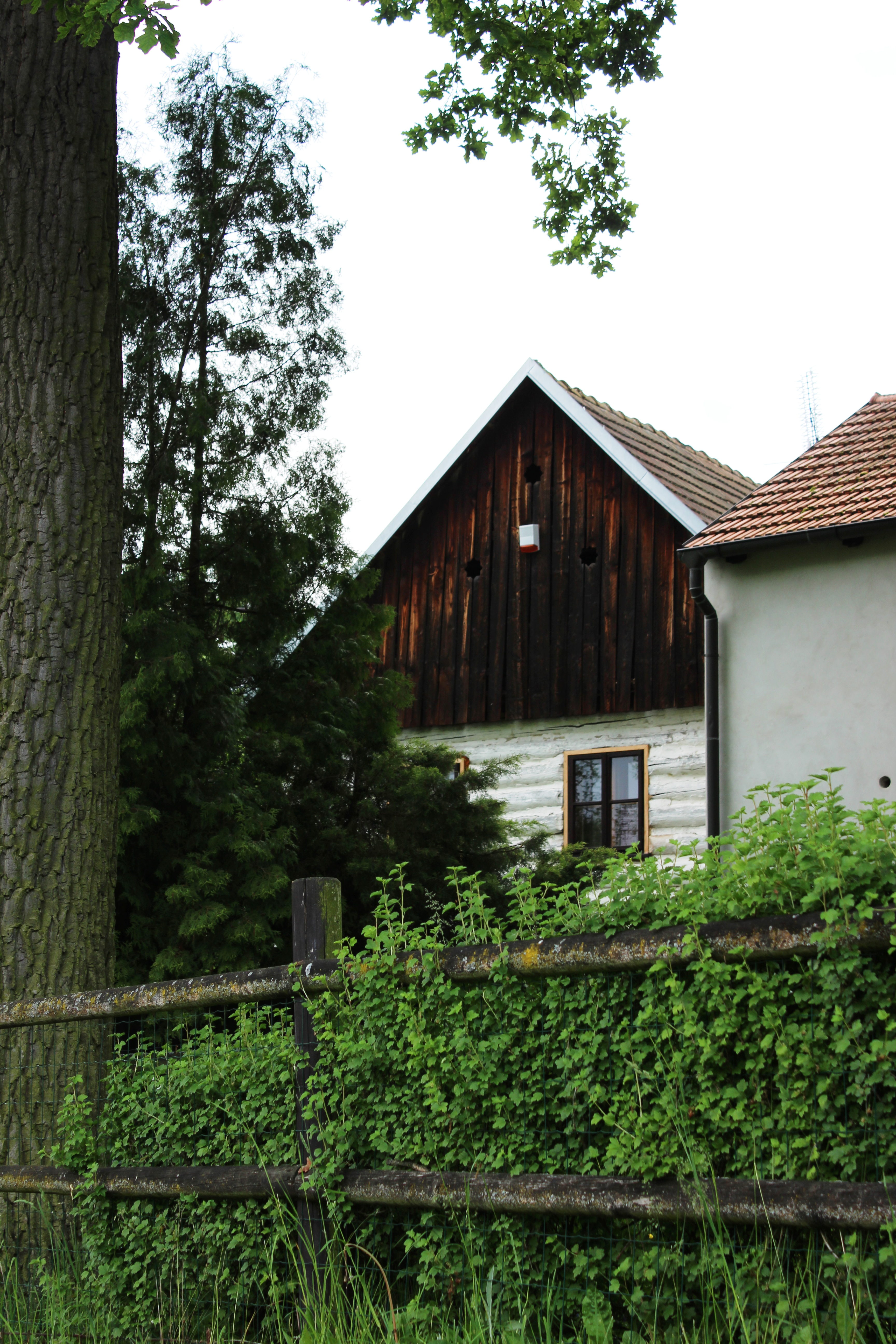
Venkovská usedlost čp.1
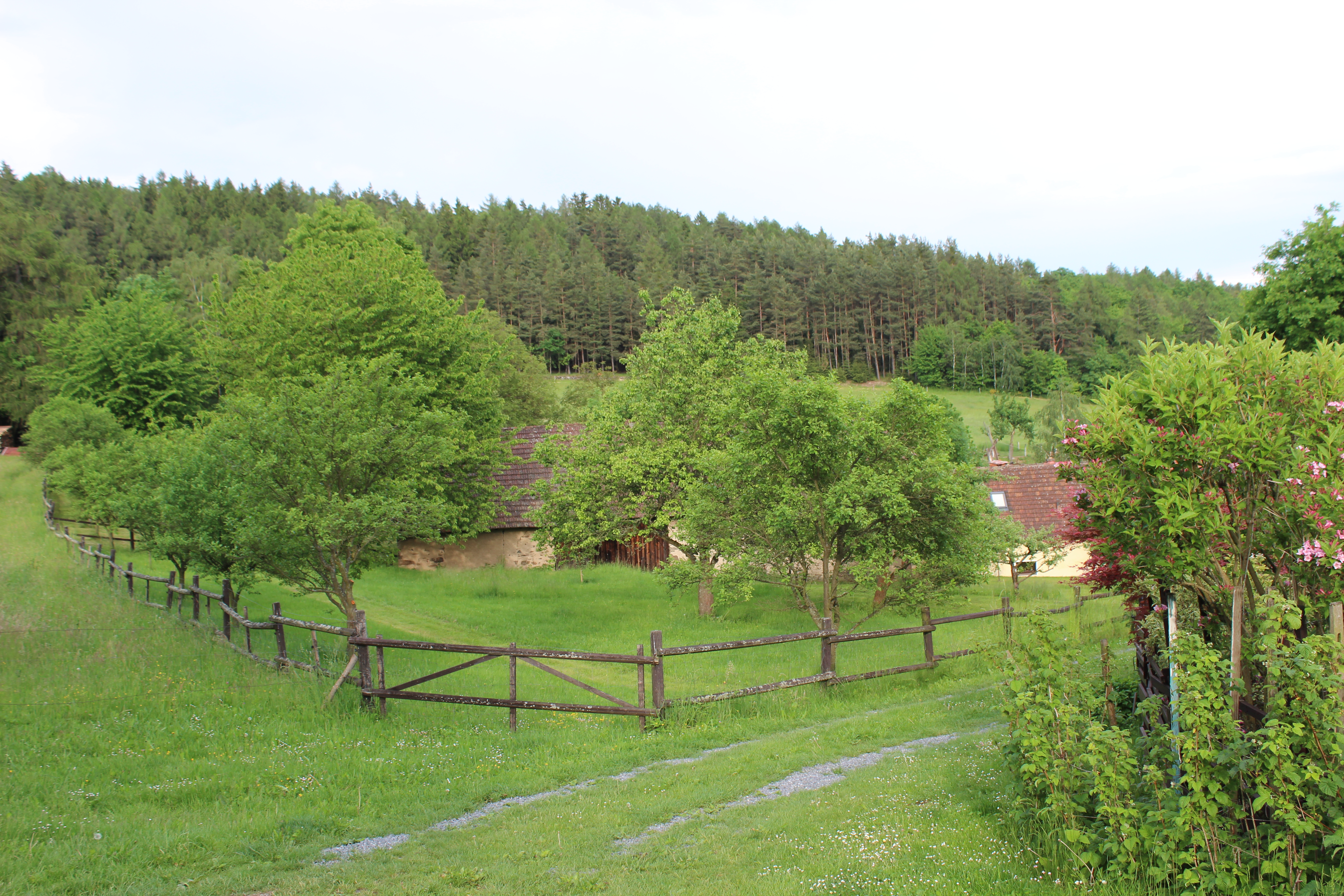
Pohled na část vesnice
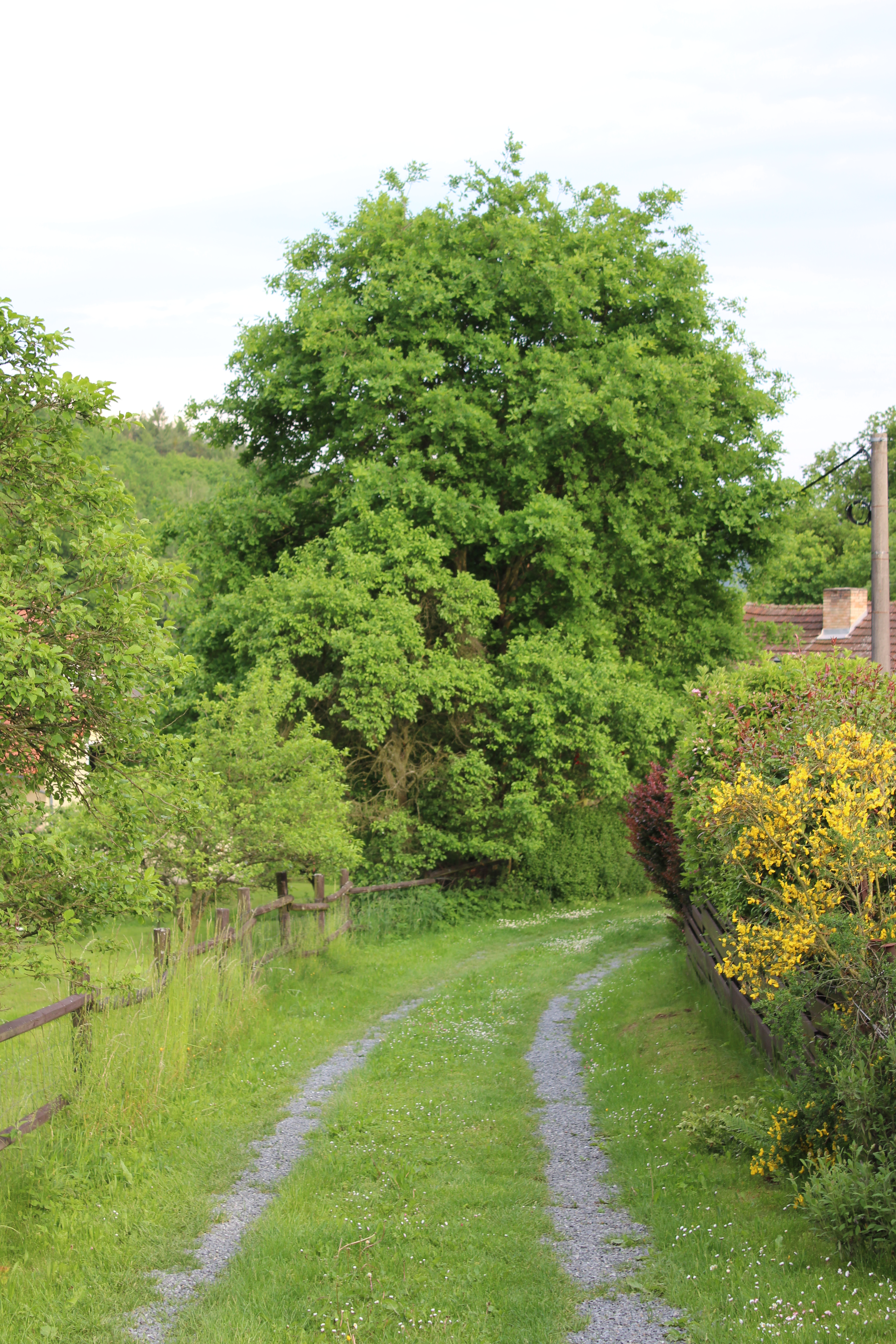
Cesta do vsi